# Egnasia trogocraspia
Egnasia trogocraspia là một loài bướm đêm trong họ Noctuidae.